# Giuseppe Zola (teologo)

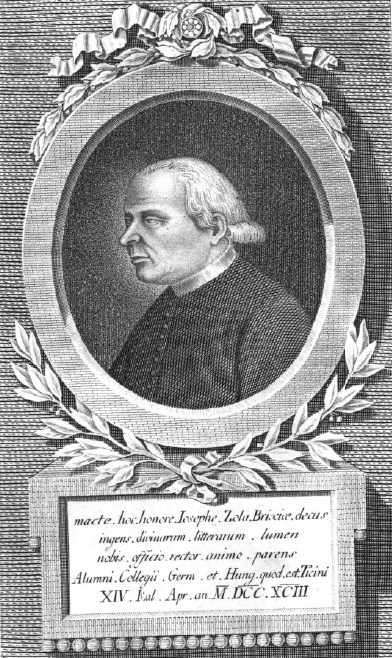
Abate Giuseppe Zola

Giuseppe Zola (Concesio, 28 agosto 1739 – Concesio, 5 novembre 1806) è stato un teologo, storico e bibliotecario italiano.

## Biografia

### La formazione a Brescia
Nasce nel 1739 a Concesio, località del bresciano posta all'ingresso della Val Trompia, da Girolamo e Maddalena Carlini. Di famiglia non particolarmente agiata, lo Zola compie i primi studi presso il paese natale sotto la guida di un precettore privato. Successivamente si sposta a Brescia per gli studi superiori, condotti avendo come maestro per la letteratura latina e greca l'abate Pietro Barzani. Il frutto di questi anni di studi viene condensato nella prima opera dello Zola, apparsa a Brescia nel 1757.
Negli anni bresciani entrò anche in contatto con padre Giambattista Scarella, chierico regolare teatino di impostazione giansenista, che lo incarica della correzione di alcune sue opere. Segue quindi approfonditi studi teologici e viene nominato nel 1759 bibliotecario della Biblioteca Queriniana, sotto la direzione dell'abate Carlo Doneda.
Su indicazione del cardinale Giovanni Molin, viene nominato professore di teologia morale presso il seminario vescovile di Brescia, periodo di insegnamento al quale sono riferibili i due volumi del De Fontibus Theologiae Moralis, ac de ultimo hominis, dedicati al cardinale Mario Compagnoni Marefoschi, anch'egli vicino a posizioni gianseniste. Il clima di favore nei confronti dello Zola muta però in seguito al suo appoggio dell'amico, e collega al seminario bresciano, Pietro Tamburini nella disputa che vedeva opposto quest'ultimo ai Gesuiti in seguito alla pubblicazione nel 1771 del volume sulla grazie, De summa catholicae de gratia Christi doctrinae praestantia. In seguito a ciò, entrambi i docenti si vedono revocare l'incarico da parte del vescovo.

### Roma e i circoli giansenisti
Insieme a Pietro Tamburini viene quindi chiamato a Roma grazie all'interessamento del cardinale Marefoschi dove viene destinato all'insegnamento presso il Collegio dei Santi Giovanni e Carlo, in seguito denominato Collegio Fuccioli dal nome del suo fondatore Giovanni Antonio Fuccioli e destinato all'ospitalità degli studenti provenienti nell'Urbe da Città di Castello. Il periodo romano è destinato a durare pochi anni visto che già nel 1774 viene chiamato, per decisione dall'Imperatrice Maria Teresa d'Austria e sollecitazione dell'allora ministro plenipotenziario della Lombardia austriaca conte di Firmian, presso l'Università di Pavia dove inizialmente insegnerà storia ecclesiastica.

### Gli anni della docenza a Pavia
Negli anni della docenza pavese ricopre le cattedre di storia ecclesiastica (1774-1794 e successivamente 1796-1797), storia e diplomatica (1802–1806) e storia delle leggi e dei costumi(1802–1803). Nell'anno accademico 1778-79 sarà anche eletto dagli studenti come Rettore dell'Università di Pavia.
In questo periodo gli verrà assegnata anche la carica di Rettore presso il Collegio Germanico-Ungarico di Pavia, oggi Collegio Cairoli, avendo come collega e Prefetto agli Studi l'inseparabile Pietro Tamburini.
Con la morte di Giuseppe II e del successore Leopoldo II, lo Zola viene privato della docenza universitaria e si ritirerà a Brescia per insegnare presso il locale Ginnasio eloquenza elevata e storia ecclesiastica. Il restaurato governo francese lo riporterà, come visto, in cattedra nel periodo 1802-1806, periodo nel quale viene anche nominato bibliotecario dell'Università (1805), partecipa alla Consulta di Lione, viene eletto nel Collegio dei Dotti dell'allora Repubblica Italiana e viene invitato da Napoleone ad assistere alla propria incoronazione. 
La sua fede giansenista lo porterà ad avere vasti scambi intellettuali, non ultimo quello con il teologo e massone danese Friederich Münter durante il viaggio di quest'ultimo in Italia (1784–1787).
Muore a Concesio il 5 novembre 1806.

## Opere
- Giuseppe Zola, Theses ex universa Philosophia selectae, quas sub auspiciis B.M. Virginis sine labe conceptae publicae disputationi proponit Josephus Zola Clericus Brixianus, Tipografia Bossini, Brescia, 1757
- Giuseppe Zola, Commentariorum de rebus christianis prolegomena, Pavia, 1778.
- Giuseppe Zola, Commentariorum de rebus christianis ante Constantinum Magnum, Pavia, 1780-1786.
- Giuseppe Zola, Defensio christianae ethices habita ab Aloysio Asti magno, Pavia, 1778. Per l'attribuzione di questa opera allo Zola, vedi Gaetano Melzi, Dizionario di opere anonime e pseudonime di scrittori italiani, 1848, Vol. I, pag. 280.